# Žuti noževi
Yellowknife (Žuti noževi; Tatsanottine), pleme Déné Indijanaca, jezična porodica Athapaskan, nastanjeno na sjevernim obalama i istočnim zaljevima jezera Velikog ropskog jezera. Ime Yellowknife ili Yellow Knives dobili su po rudi koje je bilo u brdima blizu rijeke Coppermine, iz koje su oni proizvodili noževe i sjekire i drugi rezači alat, te trgovali s njima do pojave artikala europske manufakture, nakon čega su se povukli prema južnijim trgovačkim postajama. Ostali nazivi za njih istoga su porijekla: Copper Indians, Couteaux Jaunes (Franko-Kanadski naziv), i Red-knife Indians.  

## Ime
Ime Tatsanotinne znači  'people of the scum of water' , Hodge. Scum je ovdje figurativni izraz za bakar. Ostali nazivi za njih isto su vezani uz bakar od kojega su ovii Indijanci izrađivali noževe i tgovali njima sa susjednim plemenima, to su Copper Indians, Couteaux Jaunes, francuski oblik istog značenja, coteaux noževi i Jaunes, žuti. Tu su još i engleski oblici Red-knife Indians i Yellow-knife.

## Broj
Mooney (1928) procjenjuje da ih je 1670. bilo 430, zasigurno preskromno. Godine 1906. Morice procjenjuje da ih ima oko 500, od toga 205 u Ft. Resolutionu.

## Povijest
Od prvih bijelih došljaka Žuti noževi su opisani drskima i potpuno beskrupuloznim, što vjerojatno dolazi od priča onih plemena koja su s njima trgovali za bakrene noževe i sjekire, i koje su ovi dobro naplaćivali. 
Žuti noževi u prvi kontakt s Europljanima dolaze u 17. stoljeću. Godine 1770/72 u unutrašnjost putuje Samuel Hearne koji o njima donosi glas o napadu i pokolju Bakrenih Eskima na Bloody Fallsu, kada je (14. srpnja 1771.)ubijeno oko 20 muškaraca, žena i djece. U napadu su učestvovali Žuti noževi i Chipewyani, kao i vođa hearneove ekspedicije Matonabbee. Godine 1819/22 ovamo je stigla i Franklinova ekspedicija koja se kod njih opskrbila izvrsnim vodićima, a najpoznatiji među njima bio je Akaitcho, među Europljanima bio je na glasu kao snažna osoba i kompetentan vodić, dok su ga drugi domoroci smatrali pljačkašom i ubojicom.
Nakon Franklinove eskspedicije, godine 1823, napali su Dogrib Indijanci njihov logor većinu pritom pobivši. Mnogi tada stradaše od uvezenih bolesti koje su donesli Europljani sa sobom, pa nakon toga prestadoše i napadi na Eskime i zavlada mir i miroljubiviji odnosi među plemenima.

## Vanjske poveznice
- Yellow Knives, Catholic Encyclopedia
- Tatsanottine Indian Tribe History
- Yellow Knives Language